# Jaroslav Machovec
Jaroslav Machovec (sinh ngày 5 tháng 9 năm 1986) là một hậu vệ bóng đá Slovakia hiện tại thi đấu cho FC Nitra.
Machovec trải qua một mùa giải cùng với Nitra, ra sân 5 trận.
Anh đến Spartak Trnava vào mùa hè 2010.